# The Harder They Come (bande originale)
Pour les articles homonymes, voir The Harder They Come.
The Harder They Come est la bande originale du film emblématique du même nom. Elle a été publiée en 1972 au Royaume-Uni chez Island Records sous la référence SPJI 9202 et en février 1973 en Amérique du Nord chez Mango Records sous la référence SMAS-7400. Il a atteint la 140e place dans le Billboard 200.

## Contenu
Le cœur de cette bande originale vient des performances du chanteur reggae Jimmy Cliff, la star du film. Seule la chanson-titre The Harder They Come a été enregistrée par Cliff spécifiquement pour la bande originale, les trois autres chansons de Cliff ajoutées ont été enregistrées précédemment.

Le reste de l'album est une compilation de singles sortis en Jamaïque durant la période 1967-72, assemblés par le metteur en scène et coscénariste du film Perry Henzell. En plus de Cliff, on retrouve The Melodians, The Slickers (en), Scotty (en), ainsi que les stars précurseurs du reggae Desmond Dekker et Toots and the Maytals.
Cette bande originale a joué un rôle majeur dans la popularisation du reggae aux États-Unis et de par le monde, le film permettant au genre de ne pas rester un phénomène isolé en Jamaïque. En 2003, l'album a été classé numéro 119 par le Rolling Stone Magazine dans sa liste des 500 plus grands albums de tous les temps. L'album apparaît également sur les listes des plus grands albums de Time et de Blender, et a été nommé le 97e meilleur album des années 1970 par Pitchfork.
Le 5 août 2003, Universal Music a publié une édition Deluxe de l'album à partir de l'original remastérisé et réédité sur un seul disque. Un disque bonus développe la sélection de la bande originale avec une compilation de singles des débuts du reggae, intitulée Reggae Hit the Town: Crucial Reggae 1968-1972.

## Distinctions
En 2008, l'album reçoit le Grammy Hall of Fame Award. En 2020, il est inscrit au registre national des enregistrements (National Recording Registry) de la bibliothèque du Congrès à Washington.

## Titres de l'album original
| 1. | You Can Get It If You Really Want | Jimmy Cliff   | 2:40 |
| 2. | Draw Your Brakes                  | Scotty (en)   | 2:57 |
| 3. | Rivers of Babylon                 | The Melodians | 4:16 |
| 4. | Many Rivers to Cross              | Jimmy Cliff   | 3:02 |
| 5. | Sweet and Dandy                   | The Maytals   | 3:01 |
| 6. | The Harder They Come              | Jimmy Cliff   | 3:41 |

| 1. | Johnny Too Bad                    | The Slickers (en) | 3:04 |
| 2. | 007 (Shanty Town)                 | Desmond Dekker    | 2:43 |
| 3. | Pressure Drop                     | The Maytals       | 3:44 |
| 4. | Sitting in Limbo                  | Jimmy Cliff       | 4:57 |
| 5. | You Can Get It If You Really Want | Jimmy Cliff       | 2:43 |
| 6. | The Harder They Come              | Jimmy Cliff       | 3:07 |

## Titres de la version deluxe sortie en 2003
| 1.  | You Can Get It if You Really Want | Jimmy Cliff      |  |
| 2.  | Draw Your Brakes                  | Derrick Harriott |  |
| 3.  | Rivers of Babylon                 | Brenton Dowe     |  |
| 4.  | Many Rivers to Cross              | Jimmy Cliff      |  |
| 5.  | Sweet and Dandy                   | Fredrick Hibbert |  |
| 6.  | The Harder They Come              | Jimmy Cliff      |  |
| 7.  | Johnny Too Bad                    | Trevor Wilson    |  |
| 8.  | 007 (Shanty Town)                 | Desmond Dekker   |  |
| 9.  | Pressure Drop                     | Toots Hibbert    |  |
| 10. | Sitting in Limbo                  | Gully Bright     |  |
| 11. | You Can Get It if You Really Want | Jimmy Cliff      |  |
| 12. | The Harder They Come              | Jimmy Cliff      |  |

| 1.  | Israelites                                | Jimmy Cliff         |  |
| 2.  | My Conversation                           | Keith Smith         |  |
| 3.  | Do the Reggay                             | Toots Hibbert       |  |
| 4.  | Viet Nam                                  | Jimmy Cliff         |  |
| 5.  | I Can See Clearly Now                     | Johnny Nash         |  |
| 6.  | Reggae Hit the Town                       | Leonard Dillon      |  |
| 7.  | Double Barrel                             | Winston Riley       |  |
| 8.  | It Mek                                    | Desmond Dekker      |  |
| 9.  | Sweet Sensation                           | Renford Cogle       |  |
| 10. | Let Your Yeah Be Yeah                     | Jimmy Cliff         |  |
| 11. | Cherry Oh Baby                            | Eric Donaldson (en) |  |
| 12. | Monkey Spanner                            | Winston Riley       |  |
| 13. | 54-46 (That's My Number)                  | Toots Hibbert       |  |
| 14. | It's My Delight                           | Brent Dowe          |  |
| 15. | Wonderful World, Beautiful People         | Jimmy Cliff         |  |
| 16. | Pomp and Pride                            | Toots Hibbert       |  |
| 17. | Guava Jelly                               | Bob Marley          |  |
| 18. | The Bigger They Come the Harder They Fall | Jimmy Cliff         |  |

### Personnel
- Jimmy Cliff - chant
- Dave and Ansel Collins (en) - chant réédition
- Desmond Dekker - chant
- Eric Donaldson (en) - chant réédition
- The Ethiopians - chant réédition
- The Maytals - chant
- The Melodians - chant
- Johnny Nash - chant réédition
- Scotty (en) - chant
- The Slickers (en) - chant
- The Uniques - chant réédition
- Jackie Jackson - basse
- Winston Grennan (en) - percussions
- Beverley's All-Stars - instruments
- Gully Bright - producteur
- Jimmy Cliff - producteur
- Tommy Cowan (en) - producteur réédition
- Larry Fallon - producteur réédition
- Derrick Harriott - producteur
- Leslie Kong - producteur
- Bunny Lee - producteur réédition
- Byron Lee - producteur
- Warwick Lyn - producteur réédition
- Johnny Nash - producteur réédition
- Winston Riley producteur réédition

### Personnel de la réédition
- Dana Smart - superviseur
- Pat Lawrence - producteur exécutif
- Vartan - directeur artistique de la réédition
- John Bryant - illustrateur de la couverture
- Gavin Larsen - mastering numérique